# Joel Joan
Joel Joan i Juvé (Barcelona, 5 de noviembre de 1970) es un actor de teatro, director y guionista de series televisivas español.

## Biografía
Estudió arte dramático en el Instituto del Teatro de Barcelona. Inició su carrera artística en el teatro, en producciones dirigidas por Calixto Bieito (Somni d’una nit d’estiu), Sergi Belbel (La filla del mar, L'avar) y Rosa María Sardà (Fugaç). En 1994, con Jordi Sánchez y Mònica Glaenzel, fundó la Companyia l’Idiota, que poco después pasó a llamarse Kràmpack, a raíz del éxito de su espectáculo homónimo. 
Francesc Bellmunt le dio su primer papel cinematográfico en 1993, con la película Monturiol, el senyor del mar. Paralelamente, debutó en televisión, en el serial de TV3 Poblenou y el posterior spin-off Rosa. 
A nivel nacional, se dio a conocer con su papel de fotógrafo en la serie Periodistas de Telecinco. A la vez, participó en la película La buena vida, de David Trueba, y El corazón del guerrero, de Daniel Monzón.
En 1999 se embarca en su propio proyecto televisivo, David i Lopes. Plats Bruts, una sitcom coproducida por El Terrat y Kràmpack. Joel Joan, que compartía protagonismo con  Jordi Sánchez y Mònica Glaenzel, también dirigió y escribió algunos episodios. La serie se mantuvo en pantalla hasta 2002, con gran éxito de audiencia, respaldado con un Premio Ondas en 2002.
En 2000 crea la productora Arriska Films.
Ese mismo año regresa a los escenarios de la mano de Àlex Rigola con la obra Glengarry Glen Ross de David Mamet. Luego actuó en Ets aquí? de Javier Daulte en 2005 y en la adaptación del Peer Gynt dirigida por Calixto Bieito en 2006. Ese mismo año regresó a la gran pantalla como actor de reparto en la cinta Salvador de Manuel Huerga. 
Compaginó estos papeles teatrales y cinematográficos con la serie Porca Misèria, emitida por TV3 entre 2004 y 2007. Se trata de su proyecto más personal, ya que además de interpretar el papel protagonista, es el director, guionista e incluso compositor de la banda sonora. El proyecto logró el reconocimiento de la audiencia y la crítica, recibiendo varios premios, entre ellos el Ondas al mejor programa de televisión local.
A principios de 2007, con Gerard Quintana, presenta el espectáculo musical Secrets compartits. Unos meses después, vuelve a coincidir con Clara Segura en los escenarios, esta vez con el montaje Intimitat. Ese mismo 2007 Joel Joan fue uno de los actores barceloneses elegidos por Woody Allen para participar en su película rodada en la ciudad condal, Vicky Cristina Barcelona, en la que aparece brevemente como secundario sin texto.
En octubre de 2008 estrenó en el teatro Villarroel de Barcelona el espectáculo Jo sóc la meva dona (titulado originalmente en inglés: I am my own wife), un monólogo de Doug Wright dirigido por Marta Angelat.
Es promotor de la plataforma Sobirania i Progrés, un movimiento a favor de la independencia de Cataluña, y fue miembro fundador y presidente de la Academia del Cine Catalán.

## Trabajos

### Teatro
- Somni d’una nit d’estiu (1991), actor.
- Mareig (1992), actor.
- La filla del mar (1992), actor.
- Yvonne, princesa de Borgonya (1993), actor.
- La corona d’espines (1994), actor.
- Fugaç (1994), actor.
- Fum, fum, fum (1995), actor.
- Kràmpack (1995), actor.
- L'avar, (1996), actor.
- Sóc lletja / Soy Fea (1997), actor.
- Excuses! (2001), autor y actor
- Glengarry Glen Ross (2003), actor.
- Ets aquí? (2005), actor.
- Peer Gynt (2006), actor.
- Secrets compartits (2007)
- Intimitat (2007), actor.
- Jo sóc la meva dona  (2008), actor.
- Terra baixa (2009), actor.
- Un marit ideal (2009), actor.
- Pluja Constant (2011), actor.
- El Nom (2013), actor, director y guionista.
- Venus in fur (2013), actor.
- Frankenstein (2018), actor y director.
- Escape Room (2018), actor.

### Televisión
- Poblenou (1994), actor
- Rosa (1995), actor
- Periodistas (1998-1999), actor
- Plats Bruts (1999-2002), actor, director y guionista.
- Porca Misèria (2004-2007), actor, director, guionista y banda sonora.
- El crac (2014 y 2017), actor, director y guionista.

### Cine
- Monturiol, el senyor del mar de Francesc Bellmunt (1993), actor.
- Rosita please de Ventura Pons (1993), actor.
- La buena vida de David Trueba (1996), actor.
- La primera jugada de Lluís Maria Güell (1997), actor.
- El corazón del guerrero de Daniel Monzón (2000), actor.
- Las razones de mis amigos de Gerardo Herrero (2000), actor.
- Tortilla soup de Maria Ripoll (2001), actor.
- Excuses! (2003),  director, actor y productor.
- Salvador (Puig Antich) de Manuel Huerga (2006), actor.
- Vicky Cristina Barcelona de Woody Allen (2008), Figurante sin texto.
- La Trinca: biografía no autorizada (2011). actor.
- Fènix 11:23 (2012), director.
- Volare (2012), actor.

### Doblaje
- 2000 - La ruta hacia El Dorado

### Radio
- El món a RAC1 de RAC 1 (2007), colaborador.

### Libros
- Despullats (2003), con Víctor Alexandre.
- Excuses! (2001), con Jordi Sànchez.
- Plats bruts, el llibre (2000), con Jordi Sànchez.

### Otros
- Videoclip para karaoke Pioneer de la canción Estoy por ti del grupo Amistades Peligrosas, grabado en el Parque del Laberinto de Barcelona (1991), actor

## Premios
- Premio Ondas 2002 por Plats Bruts.
- Premio Ondas 2006 por Porca Misèria.
- Premio Barcelona de Cine 2006 a la mejor serie de ficción en formato televisivo por Porca Misèria.
- Nominado al Premi Butaca 2001 al Mejor actor catalán de cine por Las razones de mis amigos.
- Nominado al Fotogramas de Plata 2003 al Mejor actor de teatro por Glengarry Glen Ross.
- Nominado al Fotogramas de Plata 1999 al Mejor actor de televisión por Periodistas y Plats bruts.